# Andreas Luttmer-Bensmann
Andreas Luttmer-Bensmann (* 27. Oktober 1963 in Bramsche) ist ein deutscher Sozialverbandsfunktionär. Er ist seit 2015 Bundesvorsitzender der Katholischen Arbeitnehmer-Bewegung (KAB).

## Leben
Nach dem Hauptschulabschluss in Bramsche (1979) und dem Realschulabschluss in Osnabrück (1980) absolvierte Luttmer-Bensmann eine dreijährige Berufsausbildung zum Energieanlagenelektroniker. Einem beruflichen Einsatz als Betriebselektriker in Bramsche von 1985 bis 1986 und dem Erwerb der Fachhochschulreife im Jahr 1984 folgte ein Studium der Religionspädagogik an der Katholischen Hochschule NRW in Paderborn, das er 1991 erfolgreich abschloss.
Nach einer zweijährigen Berufseinführung als Gemeindereferent war er von 1994 bis 2001 Referent für politische Bildung am Bildungsinstitut der arbeitenden Jugend der Christlichen Arbeiterjugend (CAJ) in Essen und von 2000 bis 2001 Bundessekretär der CAJ. Anschließend wechselte er als Sekretär der KAB ins Bistum Osnabrück, deren Bundesvorsitzender er seit 2015 ist.
Luttmer-Bensmann ist verheiratet und Vater mehrerer Kinder. 

## Sonstige Aktivitäten und Mitgliedschaften
- 1972–1995 Deutsche Pfadfinderschaft Sankt Georg
- A+W Jugendstiftung Sögel (Vorstand)
- Ketteler-Cardijin-Stiftung-Osnabrück (Vorstand)